# Vaclovas
Vaclovas ist ein litauischer männlicher Vorname, abgeleitet von Vaclav.

## Namensträger
- Vaclovas Aliulis (1921–2015), katholischer Priester, Marianer
- Vaclovas Biržiška (1884–1956), Jurist und Wissenschaftler
- Vaclovas Dačkauskas (* 1957), Bauingenieur und Politiker
- Vaclovas Karbauskis (*  1958), Politiker, Mitglied des Seimas
- Vaclovas Lapė (1934–2009), Politiker und Landwirtschaftsmanager
- Vaclovas Michnevičius (1866–1947), Bauingenieur und Architekt
- Vaclovas Sidzikauskas (1893–1973),  Jurist und Diplomat
- Vaclovas Šalkauskas (* 1965), Jurist und Diplomat
- Vaclovas Šleinota (1951–2024),  Manager und  Politiker, Vizeminister
- Vaclovas Volkovas (1947–2021), Politiker, Bürgermeister von Šiauliai
- Vaclovas Žilinskas, Politiker, Vizehandelsminister
- Algirdas Vaclovas Patackas (1943–2015), Politiker